# Stille Wasser sind tief
Stille Wasser sind tief ist ein Sprichwort. Es besteht in verschiedenen Sprachen in ähnlichen Formulierungen und bedeutet meist, dass ruhige und zurückhaltende Personen mitunter sehr überraschende Fähigkeiten und Besonderheiten aufweisen können.

## Herkunft

### Frühe Erwähnungen
Ähnliche Formulierungen gab es bereits in der antiken griechischen und lateinischen Literatur, wahrscheinlich noch mit einer anderen Bedeutung.
Im Niederländischen wurde Stille wateren hebben diepe gronden (Stille Wasser haben einen tiefen Grund) im 17. Jahrhundert mehrmals zitiert.

### Deutsche Sprache
Friedrich Ludwig Schröder schrieb 1784 ein Drama Stille Wasser sind tief. Danach wurde diese Formulierung in mehreren literarischen Texten verwendet, unter anderem bei Gottfried Keller und Thomas Mann.

„So war er nun mit der Alten unauflöslich verehlicht, und in der Stadt hieß es, als es ruchbar wurde: Ei seht, wie stille 
Wasser tief sind!“

„Stille Wasser waren oft tief. Mancher hatte es faustdick hinter den Ohren.“